# Tempestade tropical Amanda (2020)
A tempestade tropical Amanda foi um ciclone tropical de curta duração mas devastador que causou inundações mortais e deslizamentos de terra na América Central e México no final de maio de 2020. O segundo ciclone tropical e primeira tempestade nomeada da temporada de furacões no Pacífico de 2020, Amanda desenvolveu-se a partir de uma ampla área de baixa pressão sócia com uma onda tropical, que se moveu da costa da Nicarágua a 26 de maio. A perturbação desenvolveu lentamente uma circulação mais bem definida e a 30 de maio, e o sistema foi designado como depressão tropical Dois-E. Originalmente esperava-se que não se fortalecesse significativamente, no entanto, se compactou e se atualizou à tempestade tropical Amanda às 9:00 UTC do dia seguinte. Três horas depois, Amanda tocou terra no sudeste de Guatemala. Amanda debilitou-se rapidamente e dissipou-se sobre o país nesse mesmo dia. No entanto, os remanescentes de Amanda sobreviveram cruzando a América Central e México e reorganizaram-se na tempestade tropical Cristobal no Atlântico.
Amanda causou chuvas torrenciais na Guatemala e El Salvador, a última das quais foi fortemente afetada pela tempestade. Em Guatemala, abriram-se 1 500 refúgios para sobreviventes. Em El Salvador, os rios se desbordaram e arrasaram edifícios, danificando 900 lares e deslocando a mais de 1 200 pessoas. Isto obrigou a restrições temporárias de movimento estabelecidas para que se levantasse a atual pandemia de COVID-19. Os impactos de Amanda também se sentiram em Honduras, onde morreram 4 pessoas. Em geral, Amanda resultou num dano estimado de $200 milhões e matou a 33 pessoas em três países.

## História meteorológica

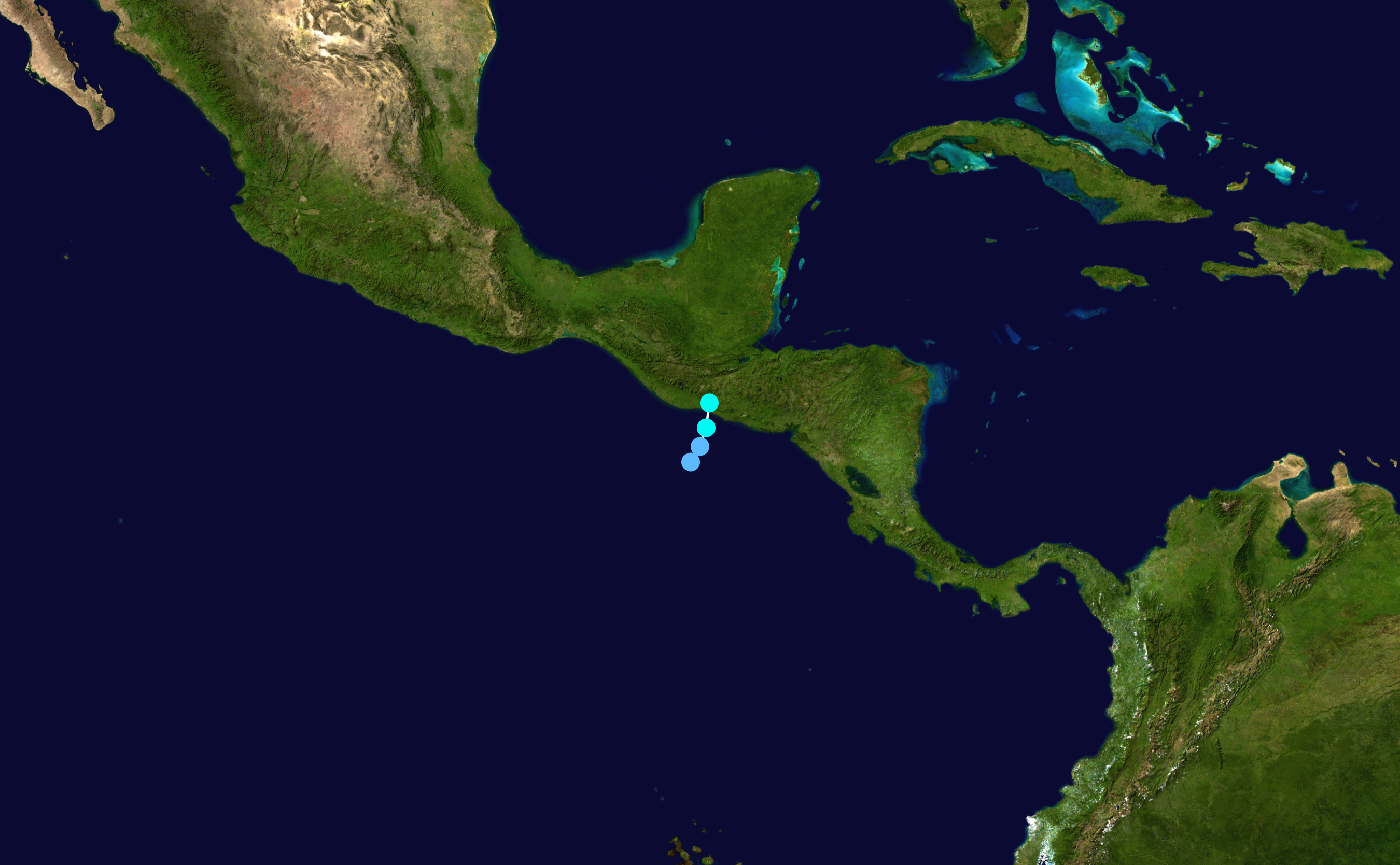
Mapa que traça a trajectória e a intensidade da tempestade, de acordo com a escala de furacões de Saffir-Simpson

A 24 de maio de 2020, o Centro Nacional de Furacões (NHC) discutiu pela primeira vez a possibilidade de ciclogêneses tropical devido a uma ampla área de baixa pressão que se pronostica que formar-se-á em frente à costa de El Salvador e a sua onda tropical sócia. A onda tropical seguiu geralmente para o oeste através do Mar do Caribe durante vários dias: cruzou Panamá e entrou na bacia do Pacífico Oriental a 26 de maio. Neste ponto, o Centro Nacional de Furacões (NHC) considerou que a perturbação tinha uma alta probabilidade de formação nos próximos 5 dias. A baixa pressão desenvolveu-se dentro da perturbação um dia depois, em associação com uma ampla circulação ciclónica que foi melhorada por um giro centro-americano a 27 de maio. Permanecendo quase imóvel durante vários dias, a circulação da perturbação lentamente fez-se mais bem definida.
Para 30 de maio, o sistema atingiu a convecção profunda central sobre uma circulação de baixo nível agora fechada e se considerou o suficientemente organizado como para ser designado como depressão tropical Dois-E mais tarde nesse mesmo dia, permanecendo incorporado no lado oriental de um giro centro-americano. A depressão intensificou-se lentamente a uma força de 30 kt (35 mph, 55 km/h) em ajuda de temperaturas da superfície do mar bastante quentes, e nesse momento considerou-se pouco provável que se intensificasse ainda mais. No entanto, a organização convectiva continuou melhorando à medida que o sistema também se fez bem mais compacto, e as estimativas satelitais permitiram ao Centro Nacional de Furacões (NHC) atualizar a depressão tropical à tempestade tropical Amanda às 09:00 UTC da 31 de maio, a primeira tempestade nomeada da temporada. Apenas três horas após ser nomeada, às 12:00 UTC, Amanda tocou terra no sudeste de Guatemala e começou a estender fortes chuvas para o interior. Amanda debilitou-se rapidamente e dissipou-se sobre o país mais tarde nesse dia, e as suas remanescentes continuaram para o norte. O as suas restos mais tarde regeneraram-se na depressão tropical Três na Baía de Campeche na bacia do Atlântico, mais tarde a tempestade tropical Cristobal, a 1 de junho às 21:00 UTC.

## Preparações e impacto
| País        | Falecidos | Danos totais (em milhões $US) | Refs.  |
| ----------- | --------- | ----------------------------- | ------ |
| El Salvador | 30        | $200 milhões                  | [ 13 ] |
| Honduras    | 4         |                               |        |
| Guatemala   | 2         |                               |        |
| Totais      | 36        | $200 milhões                  | .      |

Na América Central, Amanda matou ao menos a 36 pessoas: 30 em El Salvador, 4 em Honduras e 2 em Guatemala.

### Guatemala
A 31 de maio, Amanda tocou terra na Guatemala. O governo de Guatemala emitiu um aviso de tempestade tropical para toda a costa da Guatemala, desde a fronteira entre México e Guatemala para o leste até fronteira entre Guatemala e El Salvador. Na Guatemala, abriram-se para perto de 1 500 refúgios para os afetados pela tempestade. Duas pessoas morreram em todo o país.

### El Salvador
Em El Salvador, as chuvas torrenciais causaram danos significativos ao longo das cidades costeiras do país à medida que os rios se desbordaram e varreram os edifícios. A chuva chegou a 267,4 mm (10,53 polegadas) em Izalco na manhã de 31 de maio, antes da chegada de Amanda. Amanda matou a 34 pessoas em El Salvador, das quais ao menos seis morreram devido a inundações repentinas, e uma morreu de um lar derrubado. Sete pessoas seguem desaparecidas a partir de 2 de junho. Mais de 900 casas foram danificadas em todo o país e 1 200 famílias foram evacuadas a 51 refúgios em La Liberdad, San Salvador, Sonsonate e San Vicente. Na capital, San Salvador, 50 casas foram destruídas e 23 veículos caíram num sumidouro. O presidente de El Salvador, Nayib Bukele, declarou um estado nacional de emergência de 15 dias devido à tempestade. As restrições de movimento vigentes para a atual pandemia de COVID-19 levantaram-se temporariamente para permitir às pessoas comprar medicamentos, enquanto as lojas de ferragens abriram-se com capacidade limitada para que as pessoas pudessem comprar equipas para reparos. Os danos em todo o país se estimam em mais de US$ 200 milhões.

## Acontecimento
O presidente em El Salvador, Nayib Bukele, prometeu no domingo pela noite que dar-se-iam $10 000 à cada família na Comunidade Nova Israel cuja casa tivesse sido inundada por Amanda.